# خانواده ترواگرو

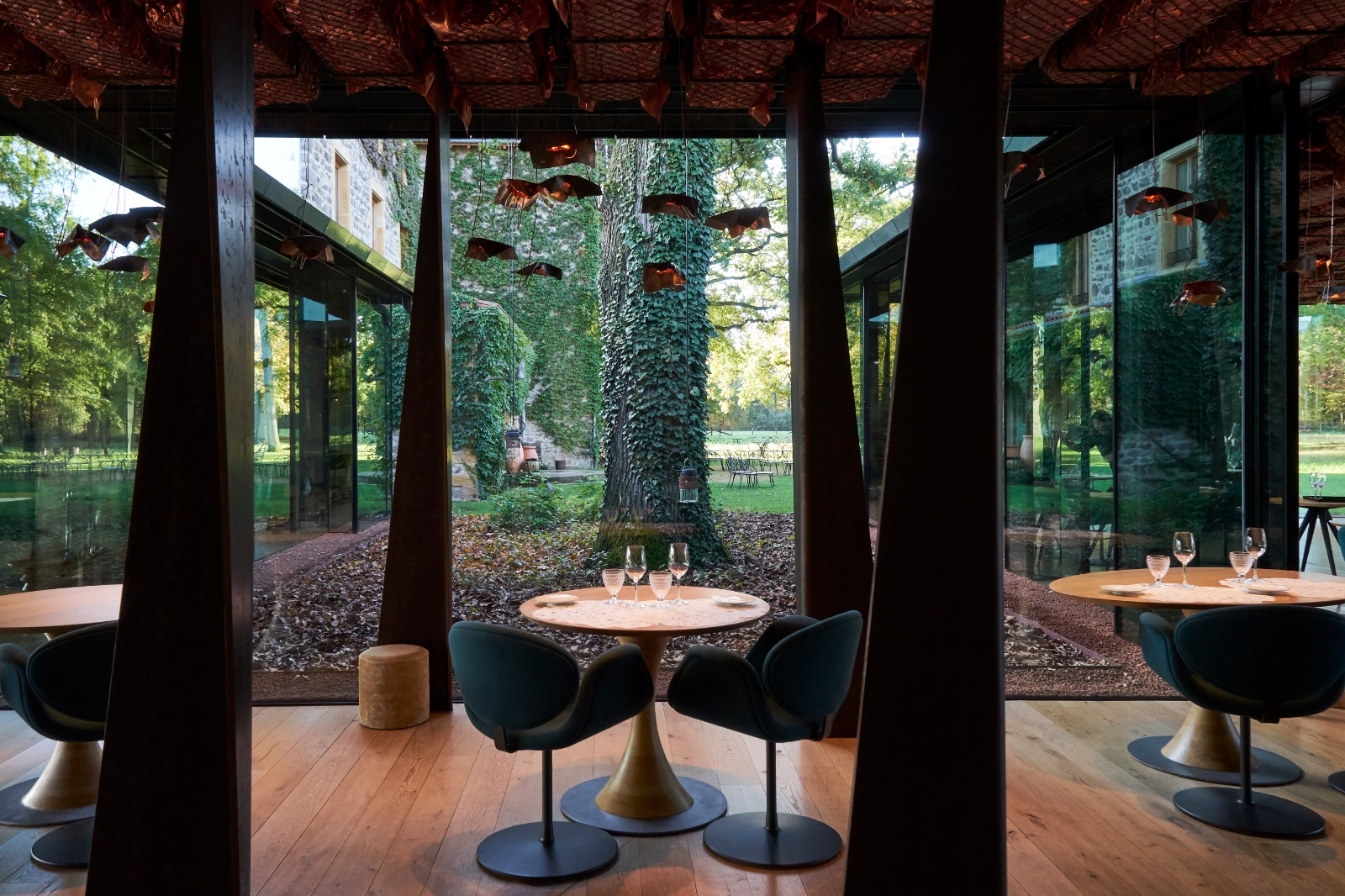
محوطهٔ غذاخوری رستوران در اوش

خانواده ترواگرو (انگلیسی: Troisgros family؛ ‏تلفظ فرانسوی: [tʁwaɡʁo]) یک رستوران و هتل فرانسوی است که نامش را از خانوادهٔ «ترواگرو» می‌گیرد و مرکز اصلی‌اش در اوش واقع در شهرستان لوآر فرانسه است. این مجموعه در سال ۱۹۳۰ راه‌اندازی شد و در آغاز تنها رستورانی در روآن بود که توسط «ژان-باتیسته ترواگرو» و همسرش «ماری بادو» اداره می‌شد و سپس پسران آنها ژان ترواگرو و پی‌یر ترواگرو هدایت و مدیریتش را به عهده گرفتند و سرانجام این وظیفه به نوه‌شان میشل ترواگرو محول شد. هتل این مجموعه، هتلی ۵ ستاره و رستورانش از سال ۱۹۶۸ میلادی، یک رستوران سه‌ستارهٔ میشلن است.
میشل ترواگرو در سال ۲۰۱۷ در جریان «اجلاس جهانی سرآشپزها» به‌عنوان بهترین سرآشپز جهان انتخاب شد.